# Tajlandia na letnich igrzyskach olimpijskich
Tajlandia wystartowała po raz pierwszy na letnich IO w 1952 roku na igrzyskach w Helsinkach i od tamtej pory wystartowała na wszystkich letnich igrzyskach, oprócz igrzysk w Moskwie w 1980 roku. Najwięcej złotych medali (3) oraz medali w ogóle (8) Tajlandia zdobyła na igrzyskach w Atenach w 2004 roku.

## Klasyfikacja medalowa
| Olimpiada           | Złoto | Srebro | Brąz | Razem |
| ------------------- | ----- | ------ | ---- | ----- |
| 1948 Londyn         | 0     | 1      | 0    | 1     |
| 1952 Helsinki       | 0     | 0      | 0    | 0     |
| 1956 Melbourne      | 0     | 0      | 0    | 0     |
| 1960 Rzym           | 0     | 0      | 0    | 0     |
| 1964 Tokio          | 0     | 0      | 0    | 0     |
| 1968 Meksyk         | 0     | 0      | 0    | 0     |
| 1972 Monachium      | 0     | 0      | 0    | 0     |
| 1976 Montreal       | 0     | 0      | 1    | 1     |
| 1984 Los Angeles    | 0     | 1      | 0    | 1     |
| 1988 Seul           | 0     | 0      | 1    | 1     |
| 1992 Barcelona      | 0     | 0      | 1    | 1     |
| 1996 Atlanta        | 1     | 0      | 1    | 2     |
| 2000 Sydney         | 1     | 0      | 2    | 3     |
| 2004 Ateny          | 3     | 1      | 4    | 8     |
| 2008 Pekin          | 2     | 2      | 0    | 4     |
| 2012 Londyn         | 0     | 2      | 2    | 4     |
| 2016 Rio de Janeiro | 2     | 2      | 2    | 6     |
| Razem               | 9     | 8      | 13   | 30    |

### Według dyscyplin
| Dyscyplina        | Złoto | Srebro | Brąz | Razem |
| ----------------- | ----- | ------ | ---- | ----- |
| Podnoszenie cięż. | 5     | 2      | 4    | 11    |
| Boks              | 4     | 4      | 6    | 14    |
| Taekwondo         | 0     | 2      | 3    | 5     |
| Razem             | 9     | 8      | 13   | 30    |